# Бејтсвил (Мисисипи)
Бејтсвил (енгл. Batesville) град је у америчкој савезној држави Мисисипи.

## Демографија
По попису из 2010. године број становника је 7.463, што је 350 (4,9%) становника више него 2000. године.
| Група             | 2000.         | 2010.         |
| Белци             | 3.981 (56,0%) | 3.814 (51,1%) |
| Афроамериканци    | 2.979 (41,9%) | 3.376 (45,2%) |
| Азијати           | 27 (0,4%)     | 44 (0,6%)     |
| Хиспаноамериканци | 114 (1,6%)    | 148 (2,0%)    |
| Укупно            | 7.113         | 7.463         |